# Dignity (албум)
Dignity е четвъртият студиен албум на Хилари Дъф (на български – „Достойнство“), пуснат в продажба в Европа, Австралия и Япония през март 2007 г. и в Северна Америка от Холивуд Рекърдс на 3 април 2007 г. Албумът включва три сингъла: With love, Stranger и Play with fire.

## Песни
стандартното издание включва 14 песни:
1. Stranger – 4:10
2. Dignity – 3:13
3. With love – 3:03
4. Danger – 3:31
5. Gypsy woman – 3:14
6. Never stop – 3:13
7. No work, all play – 4:17
8. Between you and me – 3:05
9. Dreamer – 3:10
10. Happy – 3:28
11. Burned – 3:21
12. Outside of you – 4:03
13. I wish – 3:51
14. Play with fire – 3:00